# Nissan Navara
Nissan Navara (с 2015 года как NP300 Navara) — пикап, производимый компанией Nissan с 1997 года. Пришёл на замену серии пикапов Nissan Hardbody Trucks.

## История
Линейка пикапов Datsun началась ещё в 1934 году с модели Type 13, рама которой позже использовалась в моделях Roadster. Эти автомобили производились до 1955 года. После 1955 года они были заменены на Datsun Pickup Hardbody Truck, моделью 120/220. Они производились до 1997 года, сменив 5 поколений.
- Datsun 120/220 Truck (1955—1961)
- Datsun 520, 521 Trucks (1965—1973)
- Datsun/Navara D21 (1985—1997)

## Первое поколение (D22)
После нескольких смен поколений и моделей, в 1997 году сошёл с конвейера последний экземпляр поколения с кодом кузова D21, которое было уже пятым в линейке Datsun Pickup Hardbody Trucks (кстати, последнее поколение с кодом D21 иногда называют первым поколением Nissan Navara, но это только из-за кода). После этого во второй половине 1997 года в США стартовало производство нового пикапа под именем Frontier (от слова frontier — «передний край» прерии), а позже и в Европе, правда, под именем Navara, и с несколькими косметическими изменениями (например, решёткой радиатора).
После появления на рынках второго поколения автомобиль продолжил производиться уже под именем NP300, однако от первоначальной модели он, кроме названия, ничем не отличался.
Код первого поколения — D22, а код предыдущего Hardbody Truck — D21. Такая последовательность кода говорит о том, что Navara — полный правопреемник автомобиля Hardbody Truck.
В 2001 году для американского рынка был проведён рестайлинг автомобиля. У нового Frointer была почти полностью изменена передняя часть (особенно решётка радиатора).
Navara на рынке США комплектовался с 2,4-литровым KA24E I4 двигателем. В феврале 2003 года появился 3,3-литровый двигатель VG33E V6.
В Европу автомобили поступили в первой половине 1998 года с названием Navara. Автомобили европейского производства отличаются гаммой двигателей и косметическими изменениями, чтобы не быть похожими на американские. Первые D22 в Европе стандартно комплектовались с 3,2-литровым QD32 двигателем мощностью 75 кВт. Также было доступно ещё 4 двигателя с кодами KA24E, KA24DE, YD25DDTi, ZD30DDT и VG33E объёмом от 2,4 до 3,3 литров.
В 2017 году французский автопроизводитель Peugeot запланировал свою версию пикапа на базе NP300 и назвал его Peugeot Pick-Up. Автомобиль разрабатывается специально для североафриканского рынка, его планируется выпустить в сентябре 2017 года.

## Второе поколение (D40)
Полностью переработанный Navara второго поколения был представлен на Североамериканском международном автосалоне в 2004 году.
Первоначально Navara считался компактным пикапом, но начиная с 2005 модельного года Navara стал среднеразмерным (как и его конкурент Toyota Tacoma 2005 года). Пикап использует новую платформу Nissan F-Alpha. Он очень похож на полноразмерный пикап для американского рынка Nissan Titan. В 2012 году производство было перенесено из Смерны, штат Теннесси, в Кантон, Миссисипи. В США автомобиль также называется Frontier. В Европу обновлённый Navara начал поставляться в сентябре 2006 года.
В 2008 году было проведено небольшое обновление автомобиля. Среди изменений поддержка bluetooth и боковые сигналы пикапа. В продажу обновлённый Navara поступил 2 июля 2008 года.
В 2010 году автомобиль прошёл маленький рестайлинг. Немного изменился экстерьер и интерьер. Также был добавлен новый 3,0-литровый двигатель. В продажу обновлённые модели поступили в середине 2010 года.
Navara в США комплектуется с 4,0-литровым двигателем VQ40DE V6 мощностью 261 л.с (195 кВт). Также доступен 2,5-литровый двигатель I4 QR25DE мощностью 152 л.с (113 кВт).
Navara D40 в Европе и в России продаётся с 2,5-литровым двигателем, мощностью в 174 л.с, с кодом YD, а также турбодизелем. Оснащен турбокомпрессором с изменяемой геометрией и промежуточным охладителем воздуха. Трансмиссия на выбор предлагается 6-ступенчатая механическая или 5-ступенчатая автоматическая.
Suzuki для рынка США начала производить свой среднеразмерный пикап, который производился Nissan North America на заводе в Смирне. Пикап дебютировал в 2008 году на автосалоне в Чикаго, как Suzuki Equator. Продажи Suzuki Equator закончились в 2013 году в связи с прекращением продаж автомобилей Suzuki в США.

### Безопасность
При прохождении теста EuroNCAP в 2008 году произошла ошибка, поэтому Navara перепроходил тест. Здесь показан результат после перепроверки.
| Euro NCAP                                     | Euro NCAP | Euro NCAP | Euro NCAP |
| --------------------------------------------- | --------- | --------- | --------- |
| Рейтинги                                      | Пассажир  |           | 24        |
| Рейтинги                                      | Ребёнок   |           | 40        |
| Рейтинги                                      | Пешеход   |           | 14        |
| Протестированная модель: Nissan Navara (2008) |           |           |           |

## Третье поколение (D23)
Третье поколение Navara (теперь уже NP300 Navara) было представлено 11 июля 2014 года. Новый Navara больше не доступен в США.
Для европейского рынка автомобиль был представлен на автосалоне во Франкфурте в сентябре 2015 года. NP300 Navara в Европе комплектуется с 2,3-литровым двигателем, взятым из минивэна Nissan NV400.
В 2016 году появилась версия пикапа под маркой Renault — модель Alaskan.
Также в 2016 году появился концепт-кар автомобиля Mercedes-Benz X-Class, первого пикапа от Mercedes-Benz. Он будет производиться там же, где и Alaskan.
В 2018 году был представлен построенный на базе пикапа внедорожник Nissan Terra, который доступен только на азиатских рынках.